# Broker tecnologico
Il broker tecnologico è una figura professionale legata al mondo del trasferimento tecnologico e del supporto alla competitività di un territorio.
È un esperto specializzato, in grado di analizzare il reale bisogno di innovazione in un'impresa e individuare nel mondo della ricerca pubblica o privata una soluzione (tecnologia o competenza) in grado di soddisfarlo.
Questo profilo professionale è stato istituzionalizzato da AREA Science Park, principale Parco Scientifico e Tecnologico italiano e Ente nazionale di Ricerca, che funge da operatore nazionale per il trasferimento tecnologico e la valorizzazione della ricerca.
In collaborazione con il Politecnico di Milano ha istituito il primo Master per Brokeraggio tecnologico. La categoria professionale fa riferimento all'Associazione Italiana Broker Tecnologici - AIBT.
Nel 2020 viene istituito presso l'Università degli studi di Brescia, con l'aiuto di Confindustria Brescia e le aziende del territorio, il primo corso triennale in Ingegneria delle Tecnologie per l'Impresa Digitale. Oltre a competenze tecnico-scientifiche di base in diversi settori, gli studenti avranno una formazione ingegneristica ad ampio spettro nel campo delle tecnologie per l'integrazione digitale e competenze nell'ambito della gestione integrata d'impresa.
Nel 2023, sempre presso l'Università degli studi di Brescia, viene realizzato un corso magistrale per perfezionare le conoscenze del broker delle tecnologie. Il corso di studio in Ingegneria delle Tecnologie per l'Impresa Digitale prepara i laureati con profilo ingegneristico capaci di contribuire significativamente all’inserimento di tecnologie legate alla digitalizzazione principalmente all’interno di aziende manifatturiere e più in generale di imprese che necessitano di competenze rivolte all'innovazione digitale.